# Франческо Контаріні

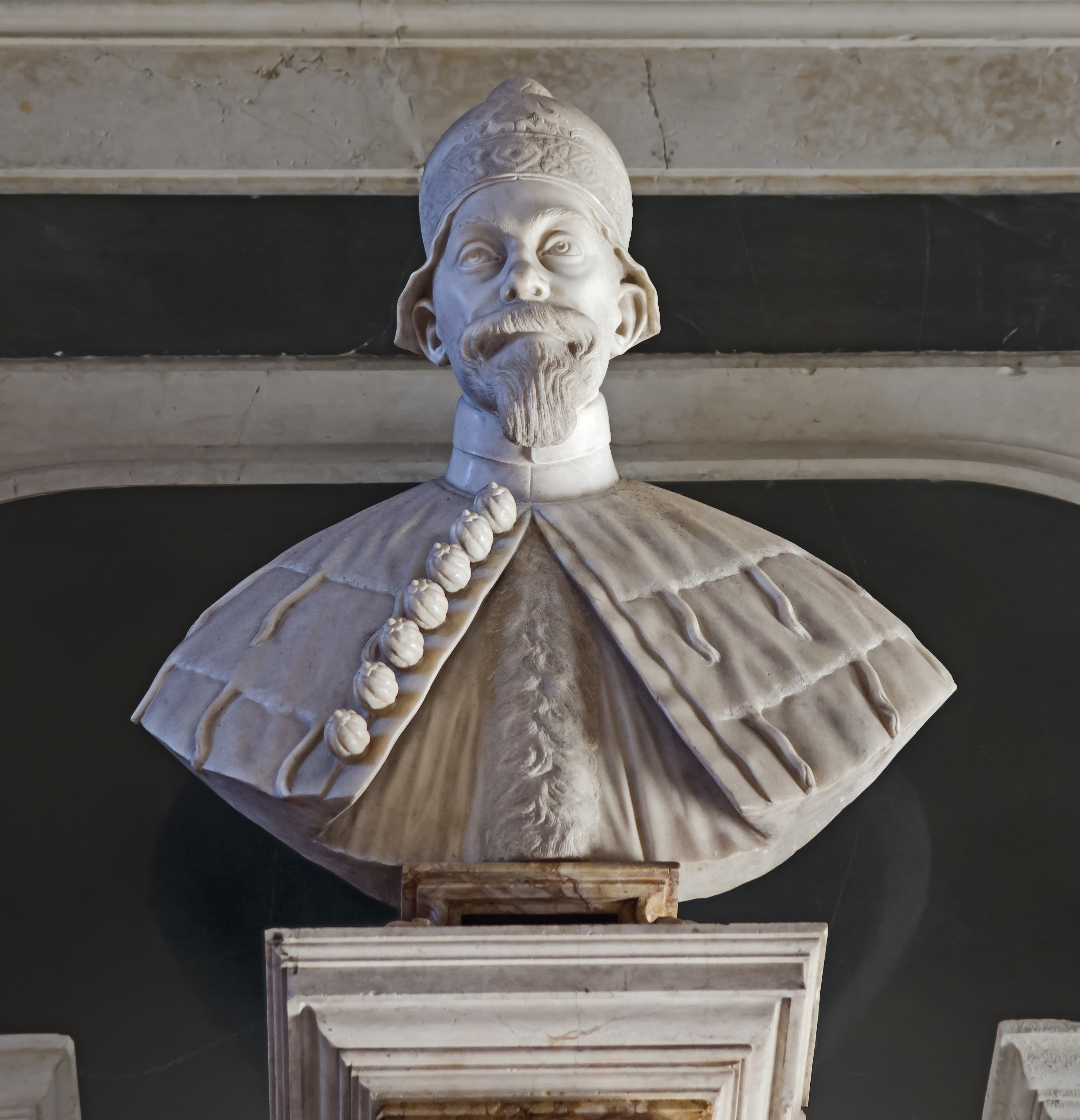
Франческо Контаріні

Франческо Контаріні (італ. Francesco Contarini) — 95-й венеційський дож. Правив 14 місяців. 

## Біографія
Належав до старовинного патриціанського роду. Син Бертуччі Контаріні з гілки делла Порта ді Ферро та Лаури Дельфіно. Радина мала чималий статок завдяки торгівлі з Англією. Обоє його батьків померли, коли він був малим, залишивши його сиротою, якого виховували. Разом з братами Джованні, Дельфіно й Ніколо успадкував значний статок, і на освіту Франческо Контаріні не шкодували коштів, що здобув її у Падуанському університеті, де став знавцем з риторики, філософії та права.
У 1580—1581 роках здійснив подорож Іспанією та Португалією. 155 року був послом до мантуанського герцога Вінченца I Гонзага, 1589 року — до великого герцога Тосканського Фердинандо I Медічі. У 1590—1595 роках входив до ради мудрих з питань материку (з питань північноіталійських володінь Республіки). 30 грудня 1596 року Контаріні був обраний послом до Франції. Він перебував там з вересня 1597 року по лютий 1600 року. Король Генріх IV посвятив його в лицарі. 
1601 року увійшов до Ради старійшин. З 1602 по 1604 рік був байло в Константинополі. 1605 року призначено послом до Риму посольством, щоб привітати Павла V з обранням папою римським. Тримався в стороні між суперечок, що загострилися в цей час між папалістами (прихильниками посилення впливу церкви в Венеції) та їх противниками «джованні». 
1607 року стає постійним послом у Римі. Тут вимушений був протистояти намірам папи римського нав'язати Венеції свою волю, першим кроком з якого була спроба подарувати абатство Санта-Марія Вангадіцца Шипіоне Боргезе, захищав ченця Паоло Сарпі, якого вважали єретиком. Зрештою 1609 року під тиском Павла V був замінений на посаді посла на папаліста Джованні Моченіго.
У 1610 році разом з Марком Антоніо Коррером був послом в Англії. Людина вишуканих манер, він здобув репутацію людини, яка завжди ставила потреби Венеції вище за власні інтереси. По поверненню стає членом Малої ради, потім ради старійшин, зрештою Ради десяти. 1611 року разом з Андреа Морозіні отримав завдання проаналізувати законодавчі напрацювання Ради десяти. Провів величезну роботу з реорганізації, систематизації та гармонізації гори документів, яка стала абсолютно заплутаною. 
1613 року призначається послом до імператора Матвія, 1619 року — до Османської імперії. 9 грудня 1615 року його було обрано прокуратором de citra Святого Марка. 1621 року брав участь у  посольстві до папи римського Григорія XV.
Після смерті Антоніо Пріулі 12 серпня 1623 року не було очевидного кандидата на посаду дожа. Коли розпочалося голосування, виник глухий кут. Франческо Контаріні не особливо хотів бути дожем, але після того, як 79 голосувань не допомогли обрати дожа, його вмовили погодитися стати дожем, і 8 вересня він ним став.
Брав участь у великих венеційських фестивалях. Війна у Вальтелліні, як частина Тридцятирічної війни, пройшла успішно для Венеції, хоча сам Контаріні не брав участі в бойових діях.
Через 12 місяців захворів після того, як став дожем, і помер, перенісши лихоманку та задуху, через шість тижнів після цього 6 грудня 1624 року. Його поховали в церкві Сан-Франческо делла Вінья.